# Карымсаков, Акыт Улимжиулы
Акыт Улимжиулы Карымсаков (Акыт Алтайский, каз. Ақыт Үлімжіұлы Қарымсақов; 1866, Чунджа — 1940, Урумчи, Китайская Республика) — казахский акын, мусульманский религиозный деятель.

## Биография
Акыт Карымсаков родился в 1866 году в Чундже (совр. Казахстан). Учился грамоте у аульного муллы. Владел арабским, персидским, турецким, русским, монгольским языками. В 1907 году совершил паломничество в Мекку. В 1912 году стал кадием (судьёй) рода Абак-керей; построил мечеть и медресе. Карымсаков поддержал восстание в Синьцзяне в 1937 году против Шэн Шицая. В 1939 году был за это арестован гоминьдановским правительством Китая. Книги Акыта Карымсакова были сожжены, мечеть снесена, сам он был убит в тюрьме в 1940 году.